# キッカ・ファルス

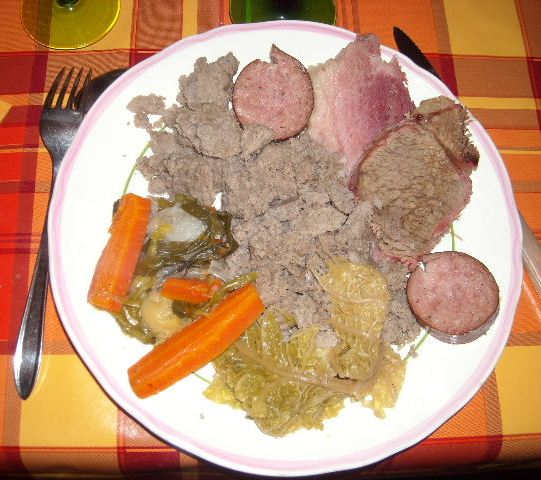
皿に盛られたキッカ・ファルスの例

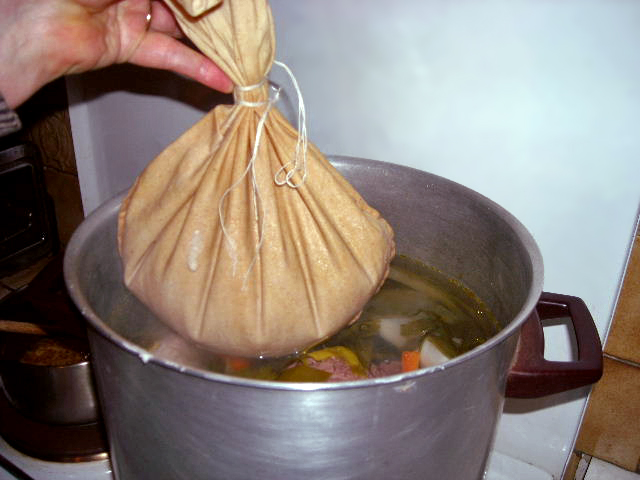
布に包んだ「ファルス」を煮込む

キッカ・ファルス、キッカー・ファルス、キッカーファー（ブルトン語: Kig-ha-farz）はフランス・ブルターニュ地方の代表的な料理の1つ。ブルターニュの北西部、現在のモルレーからブレストにかけての地域で食されている。
Kig-ha-farzはフランス語ではなくブルトン語由来で「肉と詰め物」の意である。
ブルターニュ風ポトフと呼べる料理であるが、「ファルス」と呼ばれる付け合わせが特徴的である。ファルスは、ソバ粉、牛乳、卵、ラードなどを混ぜたものを布で包み、煮汁のなかで煮込んでから取り出し、付け合せとして添える。ファルスはパテのようにスライスして添えたり、ほぐして添えたり、さまざまな形で提供される。煮汁には牛スネ肉、豚バラ肉、野菜などが用いられる。